# Hannibal Goodwin

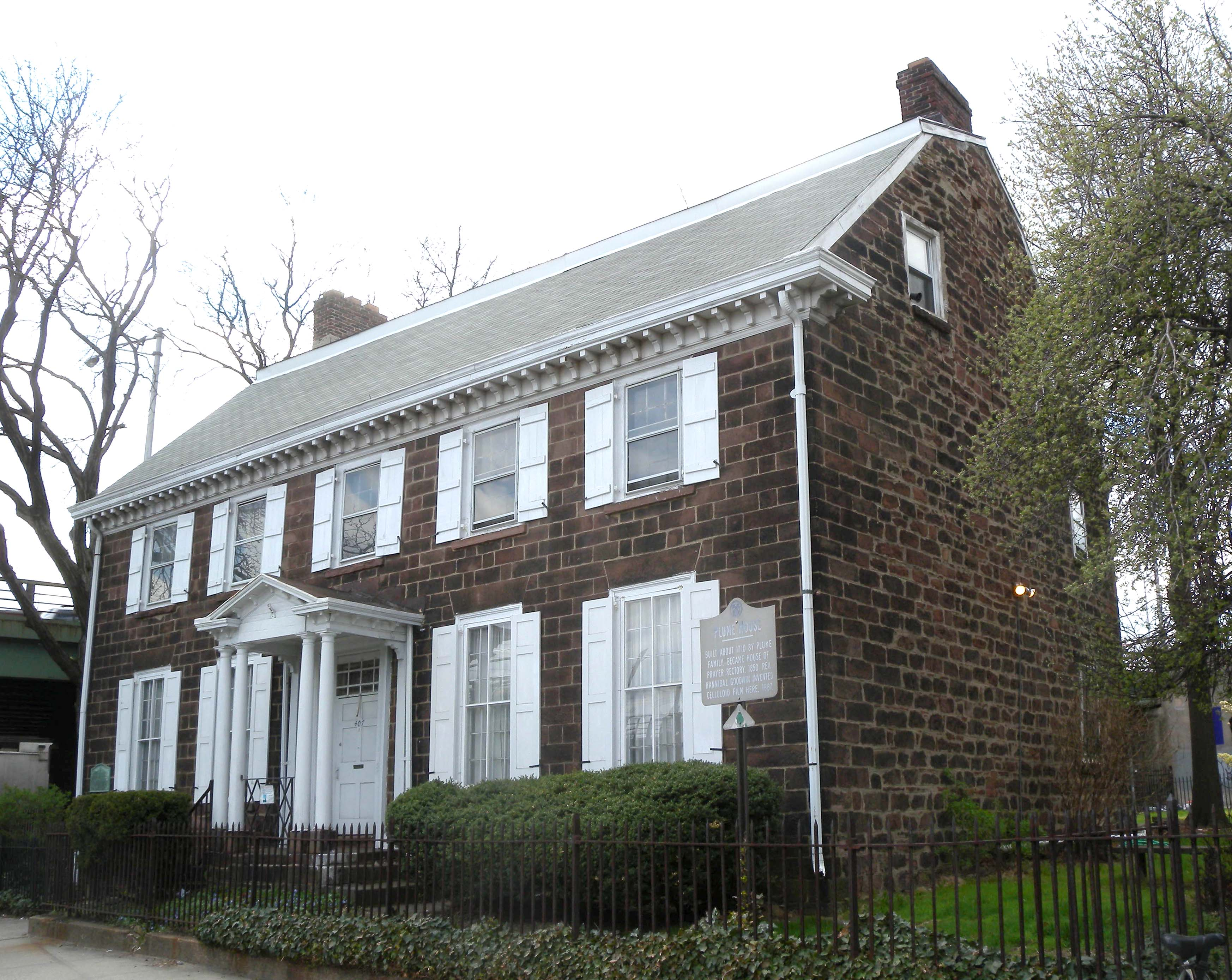
Plume House, edificio donde hizo su descubrimiento.

Hannibal Williston Goodwin (21 de abril de 1822 - 31 de diciembre de 1900) fue un sacerdote episcopal estadounidense que realizó investigaciones en el campo fotográfico descubriendo el primer método de fabricación de la película de celuloide, por lo que es considerado como uno de los pioneros de la fotografía y el cine.
Nacido en el condado de Tompkins del estado de Nueva York estuvo ejerciendo el sacerdocio entre 1867 y 1887 en Newark. Aunque no disponía de formación científica realizó 24 inventos de los que patentó unos 15. Pero el más importante fue un procedimiento para producir película de celuloide, lo que supuso un avance básico en la producción de imágenes en movimiento.
El 2 de mayo de 1887 coincidiendo con la jubilación en su cargo sacerdotal hizo la presentación de su invento en una reunión al efecto. Sin embargo, al solicitar su patente entró en conflicto con Eastman Kodak, que había comenzado la producción de la misma. Los pleitos duraron diez años hasta que el 13 de septiembre de 1898 se la concedieron con el número 610861 y posteriormente en 1914 sus propietarios obtuvieron una indemnización de cinco millones de dólares.
Su muerte se produjo en un accidente poco antes de que pudiese fabricar él mismo su película.